# سو یی سوک
سو یی سوک (کره‌ای: 서이숙؛ زادهٔ ۶ دسامبر ۱۹۶۶) بازیگر تئاتر، تلویزیون و فیلم اهل کره جنوبی است. او به خاطر ایفای نقش در مجموعه‌های تلویزیونی ملکه کی (۲۰۱۳–۲۰۱۴)، شورشی: دزدی که از مردم می‌دزدد (۲۰۱۷) و استارت آپ (۲۰۲۰) شناخته می‌شود.

## فیلم‌شناسی

### تلویزیون
| سال       | تولید                         | تولید                                         | نقش                                                  | توضیحات               | منابع         |
| سال       | عنوان فارسی                   | عنوان کره‌ای                                   | نقش                                                  | توضیحات               | منابع         |
| --------- | ----------------------------- | --------------------------------------------- | ---------------------------------------------------- | --------------------- | ------------- |
| ۲۰۱۰      | جه‌جونگ‌وون                     | 제중원                                        | ملکه میونگ سونگ                                      |                       | [ ۸ ]         |
| ۲۰۱۱      | دو دوست                       | 짝패                                          | کون نیون                                             |                       | [ ۹ ]         |
| ۲۰۱۱      | اینسو                         | 인수대비                                      | بانو دربار پارک                                      |                       | [ ۹ ]         |
| ۲۰۱۲      | مهمانی خدایان                 | 신들의 만찬                                   | نو یونگ شیم                                          |                       | [ ۹ ]         |
| ۲۰۱۳      | عشق پاک                       | 일말의 순정                                   | ما اون هی                                            |                       | [ ۱۰ ] [ ۱۱ ] |
| ۲۰۱۳      | قصر خون                       | 궁중잔혹사 – 꽃들의 전쟁                      | سول جوک                                              |                       | [ ۱۲ ]        |
| ۲۰۱۳      | دو هفته                       | 투윅스                                        | زن ناشنوا                                            | حضور افتخاری (قسمت ۴) | [ ۸ ]         |
| ۲۰۱۳      | دختر پادشاه سو بک هیانگ       | 제왕의 딸 수백향                              | خانم یونگ گو                                         | حضور افتخاری          | [ ۱۳ ]        |
| ۲۰۱۳      | وارثان                        | 왕관을 쓰려는 자, 그 무게를 견뎌라 – 상속자들 | مادر هیوشین                                          |                       | [ ۱۴ ]        |
| ۲۰۱۳      | همسر همسایه‌ات                 | 네 이웃의 아내                                | ها سونگ این                                          |                       | [ ۱۴ ]        |
| ۲۰۱۳–۲۰۱۴ | ملکه کی                       | 기황후                                        | بانوی دربار سو (خدمتکار دست راست امپراتریس تاناشیری) |                       | [ ۱۵ ]        |
| ۲۰۱۳–۲۰۱۴ | همگی محاصره شده‌اید            | 너희들은 포위됐다                             | کانگ سوک سون                                         |                       | [ ۱۶ ]        |
| ۲۰۱۴      | گربه عزیز من                  | 고양이는 있다                                 | هونگ سون جا                                          |                       | [ ۱۷ ]        |
| ۲۰۱۴      | خاطرات نگهبانان               | 야경꾼 일지                                   | ملکه چونگ سو                                         |                       | [ ۱۸ ]        |
| ۲۰۱۵      | هارت تو هارت                  | 하트 투 하트                                  | روان‌پزشک اوم گی چون                                  |                       | [ ۱۹ ]        |
| ۲۰۱۵      | زنان نامهربان                 | 착하지 않은 여자들                            | نا هیون ئه                                           |                       | [ ۲۰ ] [ ۲۱ ] |
| ۲۰۱۵–۲۰۱۶ | شش اژدهای پرنده               | 육룡이 나르샤                                 | میو سانگ، مادربزرگ مو هیول                           |                       | [ ۲۲ ] [ ۲۳ ] |
| ۲۰۱۶      | خانه شاد                      | 가화만사성                                    | جانگ کیونگ اوک                                       |                       | [ ۲۴ ]        |
| ۲۰۱۶      | استاد انتقام                  | 마스터-국수의 신                              | سول می جا                                            |                       | [ ۲۵ ]        |
| ۲۰۱۶—۲۰۱۷ | دوباره عشق اول                | 다시, 첫사랑                                  | کیم یونگ سوک                                         |                       | [ ۲۶ ]        |
| ۲۰۱۷      | شورشی: دزدی که از مردم می‌دزدد | 역적: 백성을 훔친 도적                        | بانو جو، همسر جو چام بونگ                            |                       | [ ۲۷ ]        |
| ۲۰۱۷      | دزد بد دزد خوب                | 도둑놈, 도둑님                                | هونگ می ئه                                           |                       | [ ۲۸ ]        |
| ۲۰۱۷      | دنیاهای بهم پیوسته            | 다시 만난 세계                                | مادر جونگ وون                                        | حضور افتخاری          | [ ۲۹ ]        |
| ۲۰۱۸      | مادر                          | 마더                                          | خانم را                                              |                       | [ ۳۰ ]        |
| ۲۰۱۸      | تریوس پنهانی من               | 내 뒤에 테리우스                              | کوانگ یونگ شیل                                       |                       | [ ۳۱ ]        |
| ۲۰۱۹      | وکیل من آقای جو               | 동네변호사 조들호                             | شین می سوک                                           |                       | [ ۳۲ ]        |
| ۲۰۱۹      | بانکدار                       | 더 뱅커                                       | دو جونگ جا                                           |                       | [ ۳۳ ] [ ۳۴ ] |
| ۲۰۱۹      | هتل دل لونا                   | 호텔 델루나                                   | خواهران ما گو                                        | شش نقش                | [ ۳۵ ]        |
| ۲۰۲۰      | خوش آمدی به زندگی             | 웰컴۲라이프                                   | شین جونگ هه                                          | حضور افتخاری          | [ ۳۶ ]        |
| ۲۰۲۰      | کسی نمی‌داند                   | 아무도 모른다                                 | مو سو جونگ                                           | حضور افتخاری          | [ ۳۷ ]        |
| ۲۰۲۰      | دنیای متأهلی                  | 부부의 세계                                   | همسر رئیس چوی                                        | حضور افتخاری          | [ ۳۸ ]        |
| ۲۰۲۰      | استارت آپ                     | 스타트업                                      | یون سوک هاک                                          |                       | [ ۳۹ ]        |
| ۲۰۲۰      | دو دو سل سل لا لا سل          | 도도솔솔라라솔                                | جو یون شیل                                           |                       | [ ۴۰ ]        |
| ۲۰۲۱      | ستاره‌های دنباله‌دار            | 별똥별                                        | بازیگری از استار فورس انترتینمنت                     | حضور افتخاری          | [ ۴۱ ]        |